# Rosenborg B.K.
Rosenborg Ballklub (RBK) je norveški nogometni klub iz grada Trondheima, te trenutačno igra u Norveškoj Premier ligi. S osvojenih 26 nacionalna prvenstva i 12 Norveških kupova, Rosenborg je najuspješniji norveški nogometni klub. Klub je čak 13 godina u nizu osvajao nacionalno prvenstvo, više uzastopnih naslova od njih ima samo latvijski Skonto – 14. 
Rosenborg je osnovan kao Odd 1917. godine. Svoje domaće utakmice igra na modernom stadionu Lerkendal, a stadion može primiti 21.421 gledatelja. 

## Trofeji
- Eliteserien
  - Prvaci (26): 1967., 1969., 1971., 1985., 1988., 1990., 1992., 1993., 1994., 1995., 1996., 1997., 1998., 1999., 2000., 2001., 2002., 2003., 2004., 2006., 2009., 2010., 2015., 2016., 2017., 2018.
  - Doprvaci (7): 1968., 1970., 1973., 1989., 1991., 2013., 2014.

- Norveški kup:
  - Pobjednici (12): 1960., 1964., 1971., 1988., 1990., 1992., 1995., 1999., 2003, 2015., 2016., 2018.
  - Finalisti (6): 1967., 1972., 1973., 1991., 1998., 2013.

- Norveški superkup:
  - Pobjednici (3): 2010., 2017., 2018.

## Poznati bivši igrači
- Árni Gautur Arason (1998. – 2004.)
- Ørjan Berg (1988. – 1990., 1999. – 2006.)
- Stig Inge Bjørnebye (1992. – 1994.)
- Sverre Brandhaug (1981. – 1991.)
- Rune Bratseth (1983. – 1986.)
- Harald Martin Brattbakk (1990. – 1992., 1994. – 1997., 2001. – 2006.)
- John Carew (1999. – 2000.)
- Nils Arne Eggen (1960. – 1963., 1966. – 1969.)
- Svein Grøndalen (1975. – 1980.)
- Vegard Heggem (1995. – 1998.)
- Erik Hoftun (1994. – 2005.)
- Trond Henriksen (1983. – 1993.)
- Odd Iversen (1964. – 1969., 1973. – 1975., 1980. – 1982.)
- Steffen Iversen (1995. – 1996., 2006. – 2010., 2012.)
- Jahn Ivar "Mini" Jakobsen (1988. – 1990., 1994. – 2000.)
- Frode Johnsen (2000. – 2006.)
- Azar Karadaş (2002. – 2004.)
- Øyvind Leonhardsen (1992. – 1994.)
- Karl Petter Løken (1985. – 1994.)
- Rade Prica (2009. – 2012.)
- Ola By Rise (1977. – 1995.)
- Sigurd Rushfeldt (1997. – 2001.)
- Bent Skammelsrud (1991. – 1998., 1998. – 2002.)
- Trond Sollied (1985. – 1991.)
- Jan Derek Sørensen (1998. – 2000.)
- Gøran Sørloth (1985. – 1989., 1989. – 1993.)
- Bjørn Wirkola (1971. – 1974.)
- Dario Zahora (2009. – 2010.)
- Torstein Helstad (2004. – 2006.)
- Jan Gunnar Solli (2003. – 2006.)

## Vanjske poveznice
- Službene stranice